# Eupithecia minusculata
Eupithecia minusculata là một loài bướm đêm trong họ Geometridae.